# Charles-Augustin Sainte-Beuve
Charles-Augustin Sainte-Beuve, född 23 december 1804 i Boulogne-sur-Mer, död 13 oktober 1869 i Paris, var en fransk politiker, skald och litteraturkritiker, ledamot av Franska akademien och senator.
Sainte-Beuve betraktas i Frankrike som en av de första moderna litteraturhistorikerna i landet. Han utsågs till professor vid Collège de France, men studenternas motstånd mot hans utnämning tvingade honom att avgå, och han blev därefter professor vid École normale supérieure. Till en början försvarare av romantikens ideal, tog han med tiden avstånd från dess filosofi och estetik, och förebådade så småningom realismen och naturalismens betraktelsesätt, allt medan hans politiska ideologi svängde.

## Studier och första karriär
Sainte-Beuve insöp redan på skolstadiet smak för 1700-talets materialistiska erfarenhetsfilosofi, och verkan härav förstärktes sedan han kastat sig på naturvetenskapliga och medicinska studier. Därunder lade han grunden till sin fysiologiska uppfattning av människan som alltid bildar grundvalen i hans psykologiska och kritiska undersökningar. Samtidigt vaknade emellertid hans litterära intressen: han skrev vers. 1824 inträdde han i tidningen "Le globe" som blev bäraren av allt det nya som rörde sig i tiden, i det att den först blev romantikernas, sedan socialisternas organ. Där skrev han 1827 ett par artiklar om Victor Hugos "Odes et ballades" som blev uppslaget till förtrolig, men kortvarig vänskap mellan Sainte-Beuve och Hugo.
Fastän uppfostrad i 1700-talets åskådningssätt, det vill säga jakobin, materialist och klassiskt bildad, insöp nu Sainte-Beuve den nya skolans principer och blev romantikens svurne vapendragare. Hans första uppgift blev att ge den franska romantiken inhemska anor, vilket han utförde i Tableau de la poésie française au seizième siècle (1828). Samtidigt uppträdde han också som skald med Vie, poésies et pensées de Joseph Delorme (1829), en självbekännelse i Werthers stil, beledsagad av hjältens efterlämnade dikter, i vilken vid sidan om inflytande från Victor Hugo och Plejaden spåras påverkan från den engelska sjöskolan; arbetet inleder i fransk litteratur det realistiska genremåleriet.

## Brytning med romantiken
Redan 1831 hade förhållandet till Victor Hugo kallnat, och 1834 inträdde full brytning, dels på grund av att Sainte-Beuve tog avstånd från romantiken i sina artiklar, dels på grund av den kärleksförbindelse han hade med Hugos hustru och som tyckes ha varat fram till 1837. Efter julirevolutionen (1830) hade han i stället närmat sig nykatolicismens försvarare, Félicité de Lamennais och Jean-Baptiste Henri Lacordaire, samt socialisterna. 
Katolska och romantiska stämningar präglar ännu diktsamlingen Les consolations (1830) och romanen Volupté (1835). Hans sista diktsamling, Pensées d’aout, innehåller inte längre lyriska bikter, fastän den ännu är färgad av religiösa stämningar, utan objektivt realistiska genremålningar, analyser och kåserier. 
Från denna tid ägnade han sig uteslutande åt kritiken. Hans första större verk och en av seklets förnämsta historiska skrifter är Histoire du Port-Royal (5 band, 1840-59), byggd på hans föreläsningar i Lausanne 1837-38, en historia om det gamla jansenistklostret under Ludvig XIV av Frankrike, som utvidgar sig till en skildring av tidens hela kultur. Omkring 1840 är det slut med Sainte-Beuves svärmeri för katolicismen, och han återgår till ungdomens religiöst indifferenta och humanitära uppfattning; brytningen framträder tydligt i biografin över La Rochefoucauld, 1840.

## Orléanist och bonapartist
1840 utnämndes han till bibliotekarie vid Mazarinbiblioteket, och 1844 invaldes han i Franska akademien. Han umgicks nu i de orleanistiska salongerna. Trots förbindelserna med de orleanistiska och legitimistiska kretsarna var han dock ingen beundrare av dynastin eller Ludvig Filip I av Frankrike, och februarirevolutionen 1848 lämnade honom tämligen oberörd; men juniupproret ingav honom rädsla för kulturen och den borgerliga ordningen och gjorde honom till Napoleon I:s anhängare. 
I oktober 1848 begav han sig till Liège, och ur de föreläsningar som han där höll, framgick Chateaubriand et son groupe littéraire sous L'empire (två band, 1861), en mästerlig analys, men inte alltid välvillig mot föremålet. 
Artikeln Regrets (1852), i vilken han uppmuntrade sina gamla vänner orleanisterna att ansluta sig till kejsardömet, väckte skandal, och studenterna, som var liberalt sinnade, mötte hans inträdesföreläsning som professor i latinsk poesi vid Collège de France 1855 med hyssjningar. Då dessa upprepades vid en följande föreläsning, drog sig Sainte-Beuve tillbaka och utgav föreläsningarna (Étude sur Virgile, 1857); i stället utnämndes han till professor vid Ecole normale superieure, där han föreläste 1857-1861. 1865 utnämndes han till senator.

## Liberal svängning
Efter 1849 upptogs hans tid huvudsakligen av de litterära studier som han varje måndag (därav namnet på många av dem: "Causeries du lundi") offentliggjorde i någon tidning, "Constitutionnel" eller "Moniteur". Småningom svalnade hans känslor för kejsardömet, på grund av dess försök att inskränka yttrande- och tryckfriheten eller av de medgivanden som gavs åt klerikalismen. 
Han utvecklade sig alltmer bestämt till en den fria tankens försvarare och uppträdde flera gånger i senaten till dess försvar, vilket gav anledning till stormiga uppträden. Så försvarade han Ernest Renan (1867), som beskyllts för ateism; han bekämpade ett förslag att från folkbiblioteken förjaga bland andra Voltaires och Rousseaus skrifter och Girauds förslag angående den högre undervisningen, i vilket han såg ett försök att lägga denna i prästernas händer. 
För sitt uppträdande hyllades han av flera deputationer. Även under den tid då Sainte-Beuve anslutit sig till bonapartismen, hade han aldrig stått Napoleon I själv eller hovet nära. Han tillhörde den bonapartistiska vänstern och umgicks med demokraten och fritänkaren prins Napoleon och med den litterärt och konstnärligt intresserade prinsessan Mathilde, med vilken han ständigt brevväxlade. Då man i "Moniteur" velat censurera en av hans artiklar, bröt han 1868 öppet med kejsardömet och gick över till oppositionstidningen "Le temps". Sainte-Beuves ovannämnda bidrag till tidningar och tidskrifter samt andra skrifter samlades dels av honom själv, dels efter hans död.

## Sainte-Beuve som kulturkritiker
Sainte-Beuve var en outtröttlig arbetare. Hans oerhörda arbetsbörda lättades i någon mån av sekreterare som företog undersökningar för honom på biblioteken och skrev efter hans diktamen. Som skald och romanförfattare uppnådde han aldrig riktigt allmänhetens bevågenhet. Denna brist på framgång var oförtjänt. Som kritiker är Sainte-Beuve däremot erkänd mästare. Han intar i denna egenskap plats som en av alla tiders förnämsta författare; han grundlade en särskild metod och efterlämnade vid sin död sin konst i ett nytt skick, vilket omedelbart gav anledning till nya utvecklingsformer. 
Under 1700-talet hade kritiken ännu undersökt och bedömt poesin efter vissa abstrakta regler. Engelsmännen bröt först mot detta system, sedan tyskarna. Denna nya kritik var en speciell form av det nyvaknade historiska uppfattningssättet. Man sökte förstå diktverket och bedöma det ur dess egna förutsättningar, den tid och den miljö varur det framgått. I Frankrike hade redan Abel-François Villemain slagit in på denna väg, men Sainte-Beuve är dock den främste representanten där för denna nya art av litteraturkritik. Han fann inte heller sin metod färdig, utan måste mödosamt kämpa sig till den. 
Han började entusiastiskt och polemiskt som romantikens försvarare, sökte utveckla skolans idéer, pekade hän på Plejaden som dess naturliga föregångare, gav vid sidan om starka lovord råd åt de unge ämnessvännerna som han ville leda efter sina personliga synpunkter. Men redan omkring 1835 gjorde han upp sitt bokslut med romantiken, blottade obarmhärtigt dess utväxter och orimligheter, kritiserade skarpt de försök han ansåg misslyckade och strävade att försona romantiken med klassicismen. Snart nog gick han längre. I porträttet av Pierre Corneille (1832) kan man redan spåra hans försök att med dokument och texter rekonstruera en personlighet.
I Port-Royal och Chateaubriand bryter maneret fullt igenom. Det förra arbetet erbjuder ett utomordentligt rikt galleri av porträtt och biografier, tecknade med utsökt psykologisk konst och utförda på grundval av oerhörd beläsenhet, sovrad med skarpsinnig kritik. I den senare monografien uppsöker han bakom den bild som Chateaubriand så att säga gjort färdig av sig själv för eftervärlden, den verklige Chateaubriand. Det bör dock medges att han därvid liksom mången gång senare går för långt. Han dröjer för länge och med för stor förkärlek vid de små sidorna hos de store männen. Det kan till och med inte förnekas att Sainte-Beuve liksom mången annan kritiker, visar mera sinne för att uppskatta medelmåttan än det stora nyskapande geniet. Hans omdömen om Alfred de Vigny, Lamartine, Victor Hugo och Balzac är mången gång synnerligen oförstående. Rättvist bör det dock erkännas att detta ej beror uteslutande på personlig ovilja och en viss skaldisk avundsjuka, utan på att hans ideal i grunden var klassiskt. 
Vergilius var kanske hans älsklingsförfattare varför han hade svårt att förstå vissa moderna företeelser. Efter 1848 utvecklar sig detta historiska betraktelsesätt fullt i hans porträtt och kritiker. Vad han nu i "Lundis" söker ge är uteslutande sanningen; han känner inga skäl till varför man skulle behöva dölja den, trycker hänsynslöst allt av brev och indiskretioner som han kommer över, och när han vet att han ej får säga sin mening osmyckat tiger han hellre (som då han ej ville skriva om Napoleon III:s "Histoire de Jules César"). Formen i dessa relativt korta artiklar passade utmärkt för hans metod. Varje artikel utgjorde ett helt för sig, ett porträtt av en viss individ;, som han undersökte utan alla förutfattade meningar endast för att så att säga konstatera de karakteristiska egenskaperna, utan något behov att försköna eller fördölja. Taine har träffande yttrat att Sainte-Beuve på detta sätt samlade ett herbarium av intressanta exemplar på intellektuella och moraliska typer. 
I själva verket gjorde han det alltmera till sin fullt medvetna uppgift att skildra den mänskliga själens naturalhistoria. Han intresserade sig uteslutande för att finna sambandet mellan verket och individen. I temperamentet, i uppfostran, i yttre och inre livsomständigheter sökte han ursprunget och förklaringar på de litterära fenomenen. 
Under hans händer förvandlades kritiken från filosofisk till psykologisk och till och med fysiologisk. Det är också karakteristiskt att ju äldre han blev, desto mera fördes han också bort från de rent litterära fenomenen, i det han väl så gärna fördjupade sig i reseskildringar, memoarer och brev som i dikter samt lika gärna tecknade vetenskapsmän och generaler som romanförfattare. Han studerade uteslutande själarna; han var historiker, biograf och psykolog. Det är inte minst på grundvalen av dessa psykologiska monografier som Taine sedan uppbyggt sin miljöteori och Ferdinand Brunetière sin litterära evolutionsteori. 
I sin ungdom skrev Sainte-Beuve en ganska tillkrånglad prosa. Det forcerade tidningsarbetet tvingade honom sedan att skriva naturligt. Han fick, som han själv säger, inte tid att förstöra sin prosa. Hans senare stil är enkel, men sluter sig med beundransvärd smidighet kring tanken. 
Sainte-Beuves staty restes 1898 i Jardin du Luxembourg i Paris.

### Faktaböcker, essäer, analyser
- Tableau de la poésie française au seizième siècle (1828)
- Critiques et portratts littéraires (5 band, 1832-39)
- Portratts de femme (1844)
- Portraits littéraires (1844)
- Biografi över La Rochefoucauld (1840)
- Histoire du Port-Royal (5 band, 1840-59)
- Portraits contemporains (3 band, 1846)
- Le livré d’amour (tryckt, men ej utgiven, 1840; utgiven 1904)
- Causeries du lundi (11 band, 1851-62)
- Étude sur Virgile (1857)
- Chateaubriand et son groupe littéraire sous L'empire (2 band, 1861)
- Nouveaux lundis (13 band, 1863-70)
- Premiers lundis (3 band, 1874-75)
- Table genera le af Troubat, Pierrot och Giraud
- Notice sur M. Littré (1863);
- A propos des bibliothéques populaires (tal i senaten, 1867)
- De la loi sur la presse (tal i senaten, 1868)
- De la liberté de Venseignement (tal i senaten, 1868)
- Le comte de Clermont et sa cour (1868)
- Le general Jomini (1869)
- M:me Desbordes-Valmore (1870)
- M. de Talleyrand (1870)
- P. Proudhon (1872)
- Souvenirs et indiscrétions (1872)
- Lettres a la princesse (1873)
- Chroniques parisiennes (1876)
- Les cahiers de S. (1876)
- Le clou d’or; La pendule (1881)
- Correspondance (2 band, 1877-78)
- Nouvelle correspondance (1880)

### Skönlitteratur
- Vie, poésies et pensées de Joseph Delorme (1829)
- Les consolations (diktsamling, 1830)
- Volupté (roman, 1835)
- Pensées d’aout (diktsamling)